# Semler Gusztáv
Semler Gusztáv, (románul: Augustin Semler, 1929-ben előbb Zemler, majd később Szemes Gusztávra magyarosította nevét; ? – ?) magyar nemzetiségű román válogatott labdarúgó, csatár.

## Pályafutása

### A válogatottban
1924 és 1927 között öt alkalommal szerepelt a román válogatottban és hat gólt szerzett. Részt vett az 1924-es párizsi olimpián.

## Sikerei, díjai
- Román bajnokság
  - bajnok: 1923–24, 1924–25, 1925–26, 1926–27

## Statisztika

### Mérkőzései a román válogatottban
| Románia | Románia             | Románia   | Románia       | Románia  | Románia     | Románia            | Románia | Románia            |
| #       | Dátum               | Helyszín  | Hazai         | Eredmény | Vendég      | Kiírás             | Gólok   | Esemény            |
| ------- | ------------------- | --------- | ------------- | -------- | ----------- | ------------------ | ------- | ------------------ |
| 1.      | 1924. augusztus 31. | Prága     | Csehszlovákia | 4 – 1    | Románia     | barátságos         | 1       | 85'                |
| 2.      | 1925. május 31.     | Szófia    | Bulgária      | 2 – 4    | Románia     | barátságos         | 2       | 55' 76' (11-esből) |
| 3.      | 1926. május 7.      | Isztambul | Törökország   | 1 – 3    | Románia     | barátságos         | 2       | 54' 63'            |
| 4.      | 1926. október 3.    | Zágráb    | Jugoszlávia   | 2 – 3    | Románia     | Sándor király-kupa | 1       | 10'                |
| 5.      | 1927. május 10.     | Bukarest  | Románia       | 0 – 3    | Jugoszlávia | Sándor király-kupa | -       |                    |
|         | Összesen            |           |               | 5        | mérkőzés    |                    | 6       | gól                |